# Baker–Ollis合成
Baker-Ollis合成（Baker-Ollis synthesis）
邻羟基芳基芳甲基甲酮与乙氧基草酰氯在吡啶存在下进行反应，发生缩合环化作用，产物再经水解、脱羧，可得异黄酮衍生物。
这个方法特别适用于制取多羟基取代和部分烷氧基取代的异黄酮。